# Картинний будинок
Картинний будинок  — оригінальна споруда початку 18 століття в ансамблі Меншиковський палац (Оранієнбаум).
В ансамблі будівель Картинний будинок посів особливе місто не стільки через архітектуру, яка не є шедевром, скільки через складову частину барокового ансамблю та функціональне використання.

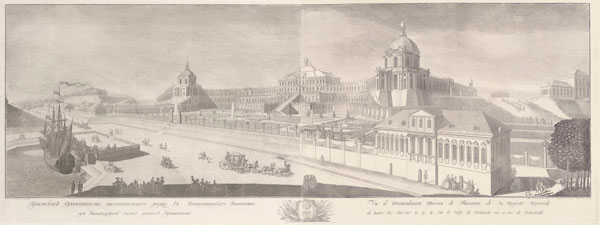
Картинний будинок крайній праворуч. Гравюра Внукова і Челнакова середини 18 ст.

## Архітектура

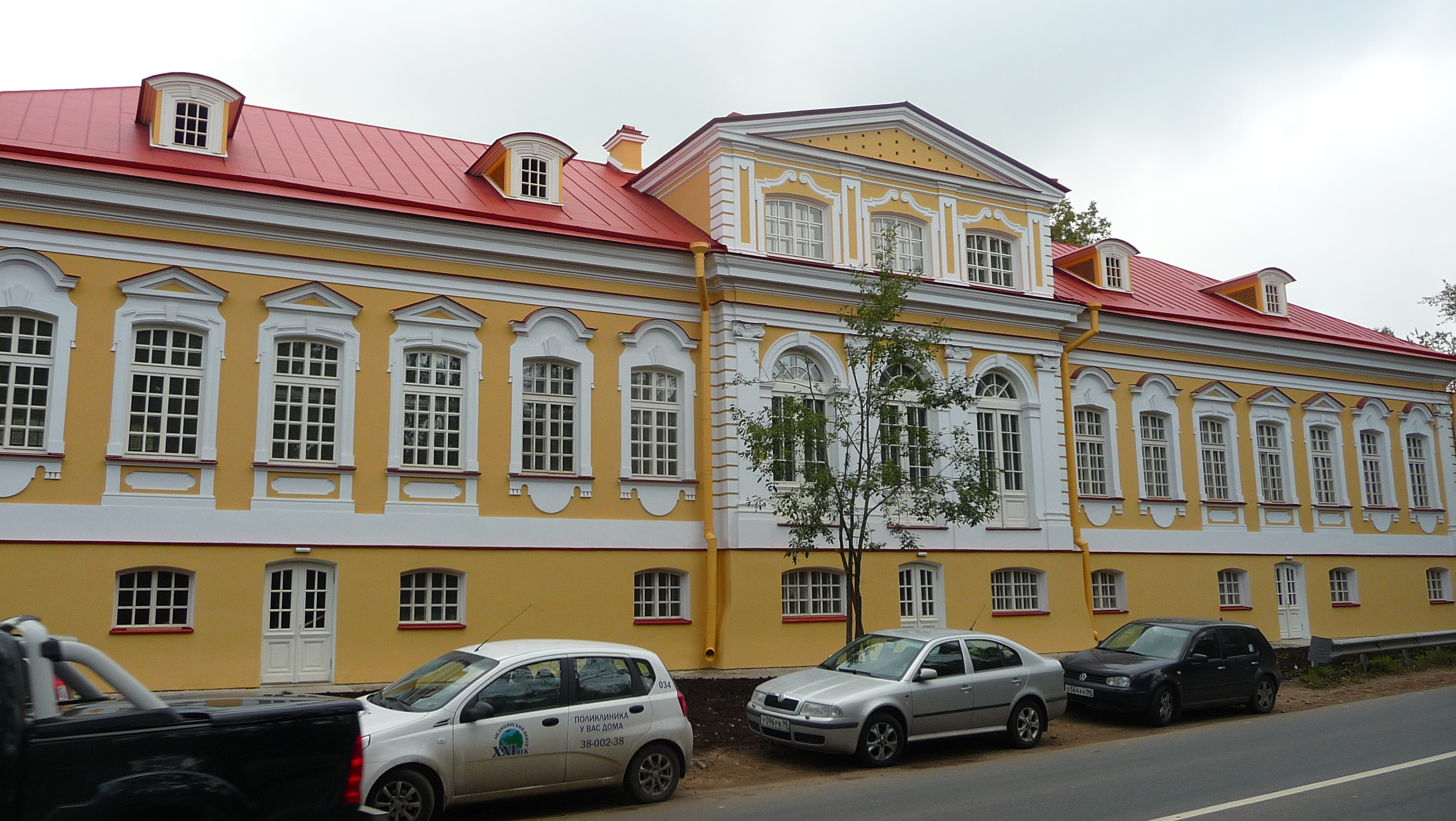
Архітектор реалізатор Мартин Людвіг Гофман (1714—1788). Картинний будинок. Північний фасад.

Кам'яна будівля на один поверх (із мезоніном) була західним візуальним кінцем Нижнього саду. Зі сходу цю функцію виконувала Оранжерея, схожа за фасадами та розмірами. Оранжерею втратили ще в 18 столітті.
Автором проекту вважають архітектора Йогана Ґоттфріда Шеделя, будівництво тривало у 1711 — 1725 роках.
Довгий фасад Картинного будинку простягли на 40 метрів. Вхід розташували з південного боку. Центр будівли підкреслений невеликим ризалітом з трикутним фронтоном на обох довгих фасадах будинку. Дах — без перелому, прикрашений круглими люкарнами.

## Інтер'єри
Найбільшим приміщенням будинку була Центральна зала, що займала якраз увесь об'єм з ризалітами. Праворуч від зали йшло приміщення, яке використовували для театральних вистав. Пізніше вистави відбувалися в спеціальному Оперному будинку, який побудували в парку. Ліворуч розпланували чотири кімнати, де розмістили — бібліотеку, картинну галерею, кунсткамеру, одну з перших в імперії.
У літературі відомі і театральні декорації  1755 р. до опери композитора Франческо Арайї «Прихисток миру», що створив італійський художник Джузеппе Валеріані. Вистава і відбулася в театральній залі Картинного будинку в Оранієнбаумі.
У 1756 р. італійця Антоніо Рінальді, який щойно прибув з України, призначили головним архітектором ансамблю. Для Великого князя (Петра III, офіційного чоловіка майбутньої імператриці Катерини ІІ), Рінальді якраз вибудував невелику фортецю Петерштадт з інтимним палациком, що теж мав картинну галерею. Відомо, що програму для розташування полотен склав історіограф Якоб Штелін . Картини знайшли і розмістили за його програмою. Ймовірно, що над оздобами інтер'єрів Картинного будинку теж працював Антоніо Рінальді, бо описи майна будинку та замальовки його інтер'єрів дуже нагадують шпалерне розташування картин в палаці Петра III, в Картинній залі Царськосільського палацу тощо.
В кінці 19 століття будинок перебудували, а картини перевезли в інші царські резиденції. Частка картин опинилася в Імператорській Академії мистецтв, у 1922 р. передана в Ермітаж, серед них і полотно «Бог морів Нептун та Короніда» (художник Джордано Лука), яке збережено донині. Воно походить з Оранєнбауму.
Картинний будинок включено до об'єктів реставрації, що розпочата в палацово-парковому ансамблі в Оранієнбаумі.

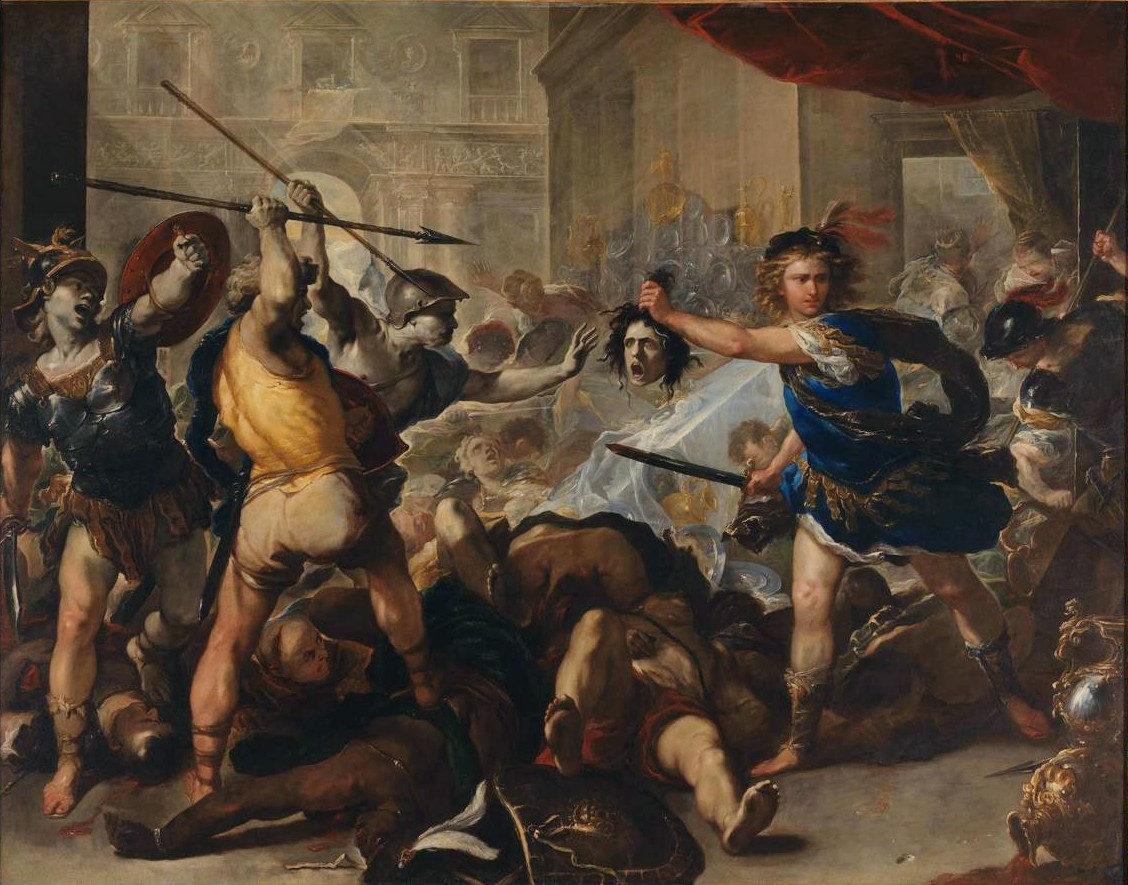
Лука Джордано, зразок міфологічного живопису художника
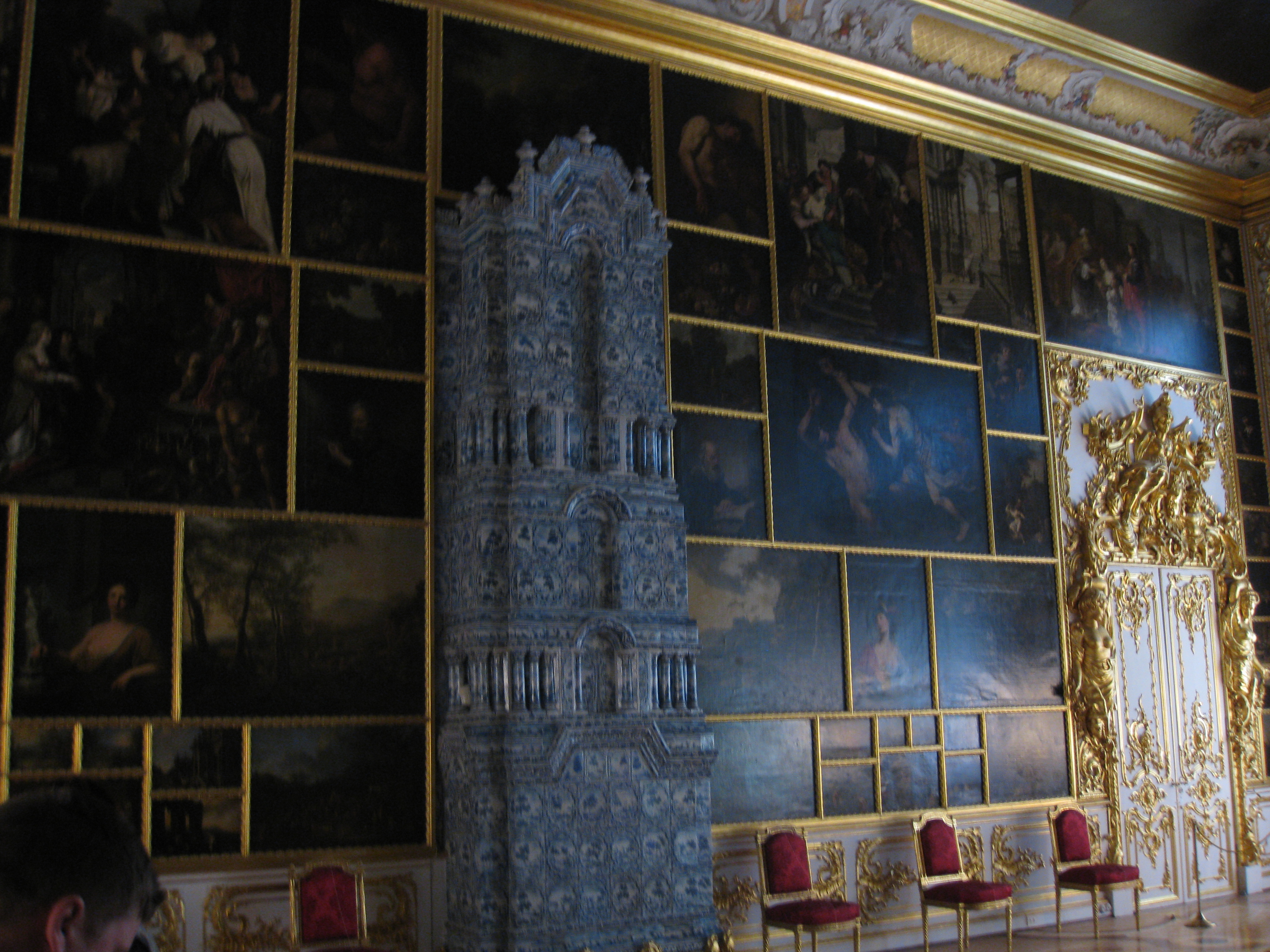
Приклад шпалерного розташування картин
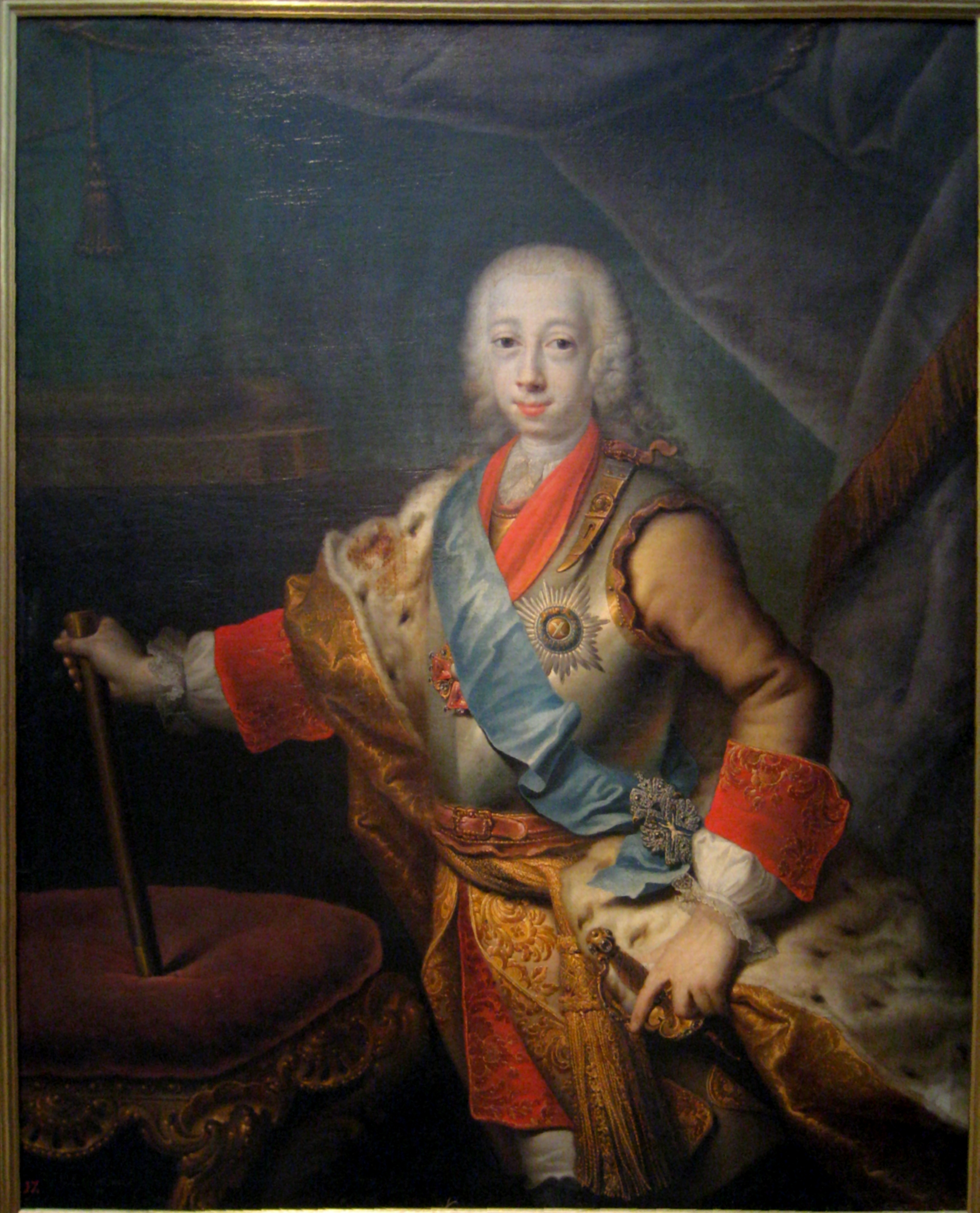
Худ. Георг Гроот.Петро III (імператор Росії), Третьяковська галерея